# بخش انجیرلو
بخش انجیرلو نام بخشی در بخش انجیرلو شهرستان بیله‌سوار، استان اردبیل در ایران است.

## جمعیت
براساس سرشماری مرکز آمار ایران در سال ۱۳۹۵، جمعیت آن ۶۳۶۸ نفر (۸۵۲ خانوار) بوده‌است.
این بخش در سال ۱۳۶۵ تعداد ۴۶۶۸ نفر جمعیت داشته‌است. از این جمعیت ۳۶۳۰ نفر بالای ۶ سال سن داشته‌اند که ۱۱۵۲ نفر از آن‌ها باسواد بوده‌اند. جمعیت این بخش در سال ۱۳۷۰به ۳۴۲۰ نفر رسید و در همان سال تعداد خانوار دهستان ۵۳۱ خانوار بوده‌است. سرشماری عمومی نفوس و مسکن مربوط به سال ۱۳۷۵ نشان می‌دهد که در این دهستان ۷۸۰ خانوار ساکن بوده و جمعیت آن در همان سرشماری به ۵۰۵۳ نفر رسیده‌است از این تعداد ۲۵۱۱ نفر مرد و ۲۵۴۲ نفر زن بوده‌اند. دهستان اَنجیرلو در سرشماری سال ۱۳۸۵ تعداد ۸۵۴ خانوار و ۴۳۷۸ نفر جمعیت داشته‌است که این رقم در سرشماری سال ۱۳۹۰ به ۹۸۱ خانوار با ۴۰۴۹ نفر جمعیت می‌رسد.

## پیشینه
نام بخش انجیرلو از نام رسمی و اداری مرکز آن که از آبادی‌های قدیمی موغان به‌شمار می‌رود گرفته شده‌است یعنی با تشکیل دهستان و انتخاب اَنجیرلو به نام مرکز دهستان، نام مرکز آبادی بر دهستان نیز دلالت پیدا کرده‌است. گرچه گذاشتن نام اَنجیرلو بر مرکز این دهستان که از دیرباز در میان اهالی به «اینجی لی» معروف بوده جای بحث دارد اما با توجه به اینکه این دهستان در دهه‌های اخیر تأسیس شده‌است چندان ایرادی بر این نامگذاری نمی‌توان وارد کرد بلکه ایراد اصلی به تغییر نام آبادی از «اینجی لی» به اَنجیرلو است که در جای خود به آن خواهیم پرداخت.
در سال ۱۳۹۹ این دهستان به بخش تبدیل شد.

## جغرافیای طبیعی
بخش انجیرلو یکی از بخشهای سه گانه بخش مرکزی شهرستان بیله سوار است که در سال 1399 در سمت جنوب شرقی این شهرستان و در میان دهستان‌های گوگ تپه از بخش مرکزی بیله سوار، قشلاق جنوبی از بخش قشلاق دشت بیله سوار، دهستان انگوت شرقی از بخش انگوت شهرستان گرمی، اجارود شمالی از بخش مرکزی گرمی و دهستان آزادلو از بخش موران تشکیل شده‌است و از سمت شرق با جمهوری آذربایجان مجاورت دارد. روستای قدیمی «اینجی لی» (اَنجیرلو) به عنوان مرکز دهستان در منتهی الیه جنوب شرقی دهستان استقرار دارد. ارتفاعات خروسلوداغی و جهانخانملو و همچنین رودخانه‌های «ساری قمیش»، «زرینچه چایی» و «بولقار چایی»(بالهارود) در این دهستان واقع شده‌اند.
بخش انجیرلو با موقعیت ممتاز و خوبی که در منطقه دارد از پتانسیل‌های زیادی از جمله دامپروری، کشاورزی وتولید محصولات دامی و فرآورده‌های کشاورزی، مسیر ترانزیتی کشور آذربایجان و راه بزرگ قفقاز، مسیرمواصلاتی بیله سوار - گرمی- اردبیل، صنایع دستی، آثارباستانی وتاریخی شَهَرتپه سی مربوط به دوره هزارهٔ اول قبل از میلاد روستای «قیزقالاسی»، هوای لطیف و تفرجگاه روستاها و آبادی‌ها ی منطقه خروسلو، گذرگاه عشایر شاهسئوه ن، باغداری و پرورش درختچه‌های بومی وگیاهان دارویی و نزدیکی به اراضی مشجر و ارتفاعات زیبای و سحرآمیزگُول لی بولاغی، چشمه‌های طبیعی، مجاورت با مرز و داشتن آب وهوای مناسب و ... یکی از مناطق آباد شهرستان بیله سوار و استان اردبیل می‌باشد. بهره‌برداری از این ویژگی‌ها و اثرگذاری آن در زندگی روزمره مردم مستلزم تخصیص اعتبارات لازم برای طراحی و اجرای پروژه‌هایی است که قابلیت اجرای آن درمنطقه وجود دارد و می‌تواند مردم را با دلگرمی هرچه تمام تر درتوسعه کشور و منطقه سهیم سازد.
اکثریت قریب به اتفاق آبادی‌ها و قشلاقات بخش اَنجیرلو به دلیل برخورداری از جاده‌های ارتباطی آسفالته ویا شوسه، به راحتی باشبکه ارتباطتی شهرستان پیوند می‌خورند. در سنوات اخیر احدات واریانت انجیرلو - آقداش در مرکز دقت مسئولین قرار گرفته‌است که یک پروژه اساسی برای سهولت تردد مردم این منطقه بوده و در صورت تکمیل می‌تواند تأثیر بسزایی در توسعه این منطقه داشته باشد، تردد در این مسیر می‌تواند زمان رفت و آمدوسایط نقلیه را تا نیم ساعت کاهش دهد. واریانت انجیرلو-آقداش، درحدفاصل اَنجیرلوتا علیشان قشلاقی جاده آسفالته‌ای است که در حال حاضر مورد استفاده اهالی قرارمی گیردعملیات زیرسازی بخش دیگری از مسیر آن در سنوات اخیر انجام گرفته و به دلایل نامعلومی ادامه کار متوقف شده‌است.

## تقسیمات کشوری
بخش انجیرلو در جغرافیای سیاسی و تشکیلات اداری خود دارای ۱ شهر و ۲۴ پارجه آبادی است که  عبارتند از:

شهر
1. انجیرلو

روستاها
1. قیز قلعه سی
2. نرقشلاقی
3. جهان خانملو
4. مسجدلو
5. خاکریز
6. اکبرداوودقشلاقی
7. هیبت جهان خانملو
8. قشلاق جهان خانملو
9. قشلاق هدلی
10. اوچ درق
11. قشلاق بدیر
12. حاجی بالابیگلو
13. گلی بلاغ علیا
14. گلی بلاغ سفلی
15. نوروزآباد
16. حسن قشلاقی
17. غریب حاجی
18. سمکلوی سفلی
19. سمکلوی علیا
20. پاراقشلاف سفلی
21. علیشان قشلافی
22. قشلاف علیش
23. قشلاق حاج احمدخان
24. قشلاق پاشا

## مردم‌شناسی
انجیرلو یکی از زیست‌بوم‌های معروف عشایر منطقه به‌شمار می‌رود.
زیست‌بوم عشایری، محدوده‌ای است شامل سرزمین و قلمرو رده‌های ایلی، ییلاق، قشلاق و مسیر بین این دو، که از حیث جغرافیای طبیعی ومراحل کوچ دارای وحدت وهمگنی نسبی و از لحاظ ساختار اجتماعی، دارای هویتی تاریخی، حقوقی و سنخیت‌های مشارکت‌برانگیز می‌باشند.

این زیست‌بوم که بخشی از مناطق قشلاقی آن در بیله سوار وبخش دیگر در چپارس آباد واقع شده‌است دارای ۱۳۰۴ خانوار می‌باشد که از این تعداد ۶۴۱ خانوار عشایری و ۶۶۳ خانوار غیرعشایری ساکن در روستاهای زیست‌بوم هستند. زیست‌بوم «اینجی لی» از چهارسامانه عشایری بنام‌های قیرلو (آق بورون) نوروز آباد، سهراب آباد و قطار و ۸۷ سامانه عرفی تشکیل شده‌است. سامانه عشایری به محدوده‌ای که دربر گیرنده چندسامانه عرفی باشد گفته می‌شود و سامانه عرفی به محدوده‌ای از اراضی مرتعی گفته می‌شود که ازگذشته موردبهره‌برداری تعداد مشخصی از خانوارهای عشایری قرار گرفته و عرفاً دارای حق بهره‌برداری از آن می‌باشند.

زیست‌بوم «اینجی لی» از شمال به زیست‌بوم‌های «آج اشمه» و «جعفرآباد» از جنوب به روستاهای سمت شمالی شهرستان گرمی، از غرب به زیست‌بوم «آقامحمدبیگلو» و از شرق به کشور جمهوری آذربایجان متصل است. عشایر زیست‌بوم «انجیرلو» از ایل بزرگ شاهسئوه ن و از طایفه‌های علی بابالو، قوجا بیگلو، اودولو، مرادلو، بیگ باغلو، جهان خانملو، شاهعلی بیگلو، یئکه لو، ساری نصیرلو، خامسلو، ساری خان بیگلو، بالابیگلو، حسینکلو و مستعلی بیگلو می‌باشند.